# Аполду-де-Жос
Аполду-де-Жос (рум. Apoldu de Jos) — село у повіті Сібіу в Румунії. Адміністративний центр комуни Аполду-де-Жос.
Село розташоване на відстані 238 км на північний захід від Бухареста, 25 км на північний захід від Сібіу, 101 км на південь від Клуж-Напоки, 139 км на захід від Брашова.

## Населення
За даними перепису населення 2002 року у селі проживали 1199 осіб. Рідною мовою 1198 осіб (99,9%) назвали румунську.
Національний склад населення села:
| Національність | Кількість осіб | Відсоток |
| -------------- | -------------- | -------- |
| румуни         | 1180           | 98,4%    |
| цигани         | 17             | 1,4%     |